# Bottwar
Bottwar este un afluent de dreapta al lui Murr, fiind situat în Baden-Württemberg El are lungimea de 17 km, izvorăște lângă Oberstenfeld, Löwensteiner Bergen (369 m) traversează spre sud-vest prin nord-estul districtului Ludwigsburg și o distanță mai mică prin Heilbronn, se varsă în Neckar la Steinheim an der Murr (175 m).